# Helibelton Palacios
Helibelton Palacios Zapata (Santander de Quilichao, 9 juni 1993) is een Colombiaanse voetballer die doorgaans als rechtsback speelt. In januari 2017 verruilde hij Deportivo Cali voor Club Brugge. Palacios maakte in 2015 zijn debuut in het Colombiaans voetbalelftal.

## Clubcarrière
Palacios is afkomstig uit de jeugdopleiding van Deportivo Cali. Op 14 september 2011 debuteerde hij in de Colombiaanse competitie tegen Itagüí Ditaires. In 2014 werd de vleugelverdediger uitgeleend aan La Equidad, waar hij vijftien competitieduels speelde. Op 27 oktober 2014 maakte Palacios zijn eerste competitietreffer voor Deportivo Cali tegen Deportes Tolima. In januari 2017 maakte de Colombiaan de overstap naar Club Brugge. Bij de Belgische club zette hij zijn handtekening onder een contract met een duur van drieënhalf jaar.

## Interlandcarrière
Op 17 november 2015 debuteerde Palacios voor Colombia in de WK 2018-kwalificatiewedstrijd tegen Argentinië. Palacios speelde de volledige wedstrijd, die Argentinië won met één doelpunt na een treffer van Lucas Biglia.

## Clubstatistieken
| Seizoen | Club           | Competitie          | Competitie | Competitie | Beker | Beker | Internationaal | Internationaal | Supercup | Supercup | Totaal | Totaal |
| Seizoen | Club           | Competitie          | Wed.       | Dlp.       | Wed.  | Dlp.  | Wed.           | Dlp.           | Wed.     | Dlp.     | Wed.   | Dlp.   |
| ------- | -------------- | ------------------- | ---------- | ---------- | ----- | ----- | -------------- | -------------- | -------- | -------- | ------ | ------ |
| 2010/11 | Deportivo Cali | Categoría Primera A | 5          | 0          | 0     | 0     | 0              | 0              | 0        | 0        | 5      | 0      |
| 2011/12 | Deportivo Cali | Categoría Primera A | 2          | 0          | 0     | 0     | 0              | 0              | 0        | 0        | 2      | 0      |
| 2012/13 | Deportivo Cali | Categoría Primera A | 0          | 0          | 0     | 0     | 0              | 0              | 0        | 0        | 0      | 0      |
| 2013/14 | Deportivo Cali | Categoría Primera A | 13         | 0          | 0     | 0     | 4              | 0              | 0        | 0        | 17     | 0      |
| 2013/14 | → La Equidad   | Categoría Primera A | 6          | 0          | 0     | 0     | 0              | 0              | 0        | 0        | 6      | 0      |
| 2014/15 | Deportivo Cali | Categoría Primera A | 32         | 0          | 0     | 0     | 0              | 0              | 0        | 0        | 32     | 0      |
| 2015/16 | Deportivo Cali | Categoría Primera A | 7          | 0          | 0     | 0     | 6              | 0              | 0        | 0        | 13     | 0      |
| 2016/17 | Deportivo Cali | Categoría Primera A | 1          | 0          | 0     | 0     | 0              | 0              | 0        | 0        | 1      | 0      |
| 2016/17 | Club Brugge    | Jupiler Pro League  | 4          | 0          | 0     | 0     | 0              | 0              | 0        | 0        | 4      | 0      |
| 2017/18 | Club Brugge    | Jupiler Pro League  | 1          | 0          | 0     | 0     | 1              | 0              | 0        | 0        | 2      | 0      |
| TOTAAL  | TOTAAL         | TOTAAL              | 68         | 0          | 0     | 0     | 11             | 0              | 0        | 0        | 79     | 0      |